# محمود عبدالرحمن
محمود عبدالرحمن (انگلیسی: Mahmood Abdulrahman؛ زاده ۲۲ نوامبر ۱۹۸۴) یک بازیکن فوتبال اهل بحرین است.
وی همچنین در تیم ملی فوتبال بحرین بازی کرده است.